# Sōtīrīs Kaïafas
Sōtīrīs Kaïafas (in greco: Σωτήρης Καϊάφας; Mia Milia, 17 dicembre 1949) è un ex calciatore cipriota, di ruolo attaccante.
Anche suo figlio Kōstas era un calciatore, ex nazionale cipriota e capitano dell'Omonia.

## Carriera

### Club
Ha giocato tutta la carriera nell'Omonia Nicosia. Nel 1974, dopo otto stagioni all'Omonia, Kaïafas, a causa dell'invasione turca a Cipro, che divise politicamente l'isola in due parti, Cipro e Repubblica turca di Cipro del Nord si trasferì in Sudafrica, restandoci soltanto un anno e rientrando subito in patria. A Cipro, Sotiris vinse la classifica cannonieri del campionato per otto volte (record per il campionato cipriota), segnando oltre 300 gol e realizzando il record di gol in un singolo torneo (44 reti).
Nel 1976 ha vinto, unico tra i suoi connazionali, la Scarpa d'oro, prestigioso riconoscimento messo in palio dalla rivista francese France Football e dall'Adidas, azienda sportiva tedesca. Il premio, riservato al miglior realizzatore europeo, gli fu assegnato in virtù dei 39 gol segnati nel suo campionato nazionale. Il premio, allora, veniva assegnato senza considerare il campionato in cui militava l'atleta, ma successivamente il regolamento fu modificato. Nel 1984 si ritirò dal calcio giocato, dopo aver vinto nove titoli con l'Omonia Nicosia.

### Nazionale
Kaiafas totalizzò 18 presenze e 6 reti nella sua nazionale.

## Palmarès

### Club
- Campionato cipriota: 9

Omonia Nicosia: 1971-1972, 1973-1974, 1975-1976, 1976-1977, 1978-1979, 1980-1981, 1981-1982, 1982-1983, 1983-1984
- Coppa di Cipro: 6

Omonia Nicosia: 1971-1972, 1973-1974, 1979-1980, 1980-1981, 1981-1982, 1982-1983

### Individuale
- Capocannoniere del campionato cipriota: 8

1971-1972, 1973-1974, 1975-1976, 1976-1977, 1978-1979, 1979-1980, 1980-1981, 1981-1982
- Scarpa d'oro: 1

1976